# Phare de Trevose Head
Le phare de Trevose Head est un phare érigé à Trevose Head (en), sur la côte nord du comté de Cornouailles en Angleterre. À l'origine, prévu à l'ouest de Padstow, il a été bâti là car il n'y avait plus de lumière entre Land's End et Lundy et serait visible à partir de Cap Cornwall à Hartland Point (en) .
Après l'achèvement de la première tour, il est apparu que la lumière était dans certaines circonstances susceptible d'être confondue par les marins. Une seconde lumière basse a donc été installée devant la lumière haute avec un passage couvert entre les deux pour être utilisé par les gardiens. Seule la première lumière 'haute' est restée.
Il est maintenant protégé en tant que monument classé du Royaume-Uni de Grade II.

## Histoire
Conçues par l'ingénieur James Walker, les deux lumières d'origine, « haute » et « basse », sont construites sous la supervision de Henry Norris par les constructeurs Jacob & Thomas Olver de Falmouth avec La lentille de Fresnel fournie par Henry Lépaute de Paris et la lampe avec quatre mèches et cadre concentrique fabriquée par MM. Wilkins & Co. de Long Acre (en).
Le site est étudié sur l'ordre de Trinity House en juillet 1844 avec un projet soumis en novembre et approuvé en février 1845. La construction a commencé en mai avec l'ouverture de la route. Pendant la tempête du 20 au 21 novembre 1846, les échafaudages attachés à la tour ont été détruits. Les travaux s'achèvèrent avec la mise en service du phare le 1er décembre 1847.
En 1882, la lumière « haute » est transformée en lumière occultante et la lumière « faible » mise hors service. En 1912, la lumière est remise en marche et une corne de brume installée. Le phare a été électrifié en 1974 et automatisé en 1995.
Identifiant : ARLHS : ENG-157 - Amirauté : A5638 - NGA : 6272 .
|              |
| Trevose Head |

|                            |
| Phare et bâtiments annexes |

### Lien connexe
- Liste des phares en Angleterre